# 懐徳黄氏
懐徳黄氏（フェドクァンし、회덕황씨）は、朝鮮の氏族の一つ。本貫は大田広域市大徳区である。2015年の調査では8,385人である。
朝鮮の黄氏は、中国後漢の重臣だった黄洛から始まった。黄洛は、光武帝時代の28年に使臣としてベトナムに赴く途中に海上で遭難し新羅に漂着・帰化した。その子孫の黄允宝は懐徳黄氏の始祖であり、高麗時代に知文成府事、刑部尚書、佐命功臣を歴任、懐川君に封ぜられた。
平海黄氏、長水黄氏、昌原黄氏、慶州黄氏、管城黄氏、徳山黄氏、尚州黄氏、星州黄氏、紆州黄氏、斉安黄氏、杭州黄氏、黄州黄氏と共に中央黄氏宗親会をなしている。